# أحمد آباد سرتنغ (آبجدان)
أحمد آباد سرتنغ (بالفارسية: احمدآباد سرتنگ) هي منطقة سكنية تقع في إيران في قسم آبجدان الريفي. يقدر عدد سكانها بـ 112 نسمة .